# ستریژوویتسه (ناحیه کرومیریژ)
ستریژوویتسه (به چکی: Střížovice) یک منطقهٔ مسکونی در جمهوری چک است که در ناحیه کرومیریژ واقع شده‌است. ستریژوویتسه ۵٫۷۲ کیلومتر مربع مساحت و ۲۴۱ نفر جمعیت دارد و ۱۹۰ متر بالاتر از سطح دریا واقع شده‌است.